# Phoebus Levene
Phoebus Aaron Theodore Levene (født 25. februar 1869, død 6. september 1940) var en russisk-amerikansk biokemiker, som studerede strukturen og funktionen af DNA. Han karakteriserede de forskellige former for nukeleinsyrer fra DNA og RNA, og fandt ud af, at DNA indeholder adenin, guanin, thymin, cytosin, deoxyribose og en fostfatgruppe.
1. ↑  Navnet er anført på svensk og stammer fra Wikidata hvor navnet endnu ikke findes på dansk.